# Річард Натанієль Райт
Річард Натанієль Райт (англ. Richard Nathaniel Wright; 4 вересня 1908 — 28 листопада 1960) — американський письменник. Один з найзначніших афроамериканських письменників. Його також називали «Black Boy», особливо після виходу автобіографічного роману з такою назвою.

## Біографія
Народився 4 вересня 1908 року на плантації під Натчезом біля річки Міссісіпі, де і провів перші роки життя. Закінчивши 9 класів, Райт залишив школу, щоб утримувати матір і молодшого брата. Публікація в місцевій газеті першого оповідання шістнадцятирічного автора затвердила його в намірі стати письменником. У 1927 році Райт переїхав до Чикаго, працював мийником посуду, розсильним, носильником, клерком, займався самоосвітою. У 1932 році вступив у Клуб Джона Ріда, зблизився з комуністами. Його перша серйозна робота, книга оповідань «Діти дядька Тома» (Uncle Tom's Children, 1938), була відзначена премією журналу «Сторі мегезін». У 1939 році Райт отримав стипендію Гуггенгайма, що дозволило йому написати роман «Син Америки» (Native Son, 1940) та автобіографічну повість «Чорний» (англ.  Black Boy, 1945). Її продовження, «Американський голод» (American Hunger), було опубліковано посмертно тільки в 1977 році.
Між 1948 і 1950 роками потрапив у Чорний список Голлівуду.
У 1958 році видав роман «Довгий сон» (The Long Dream), присвячений формуванню особистості молодих негрів на Півдні США в 1940—1950-ті роки.
Райт був одним з перших американських письменників, які працювали в жанрі хайку.